# Битва при Долларе
Битва при Долларе (англ. Battle of Dollar) — битва, произошедшая в 875 году возле шотландского города Доллар между захватчиками из Дании под предводительством ярла Торстейна Рыжего и шотландским войском, возглавляемым королём Константином I.
Шотландцы проиграли в битве и потеряли север королевства, в частности Кейтнесс и Морей. Через некоторое время влияние данов снизилось из-за гибели Торстейна.